# 海滨沙鹀
海滨沙鹀（學名：Ammospiza maritima），又稱海濱灰雀、海濱麻雀，是一種分布在北美洲，通常生活在固定鹽沼的雀鳥。
成鳥身體上部主要為褐色、頭頂和後頸為灰色、胸部為灰黃色並有深色條紋、深色的臉中有灰色的臉頰、白色喉嚨和尖短的尾巴，眼睛眉角上方和腕部翅膀邊緣有細小的黃色條紋。
海滨沙鹀與其他雀鹀科的雀鳥的區別在於其整體灰色，體型較大、有錐形的長喙。 兩性相似，眼睛上方有黃色斑紋，成鳥體長5~6英寸，尾巴尖短。海滨沙鹀長相跟尖尾沙鹀（Ammodramus caudacutus）相似，但海滨沙鹀體型更大、顏色更灰。幼體與成體相似，但條紋較少，身體上部呈褐色。
它們分布從美國墨西哥灣沿岸的從新罕布夏州到德州南部的鹽沼繁殖，鳥巢呈開口狀，通常會在潮汐時在蘆葦和米草上的鹽沼築巢，除了黑貂角亞種和東北亞種（Ammospiza maritima mirabilis），它們冬天會遷移到東南部，並且可能出現在意想不到的地方，甚至也會在城市出現。但無論如何都很難在遠離沿海潮汐沼澤的地方找到。本種鳥在內陸一些鹹水沼澤中築巢長達 13 英里，並非每片潮汐沼澤都有一對沙鹀出現。它們需要在最高潮時不會被淹沒的地方築巢，因此一些非常低窪的沼澤不適合築巢。這種沙鹀的數量密度最高出現在廣闊的沼澤中，這些沼澤混合了那些植物物種和源自小溪、成群呈馬賽克狀的生物，為許多物種提供了的食物來源。
北部族群最常沿美國東岸向南遷徒。它們會到地面和有植被的沼澤中覓食，有時會進入泥巴裡尋找食物。它們食物主要以昆蟲、海生無脊椎動物和種子，它們覓食通常會離它們選擇築巢的地方有一段距離。
通常海滨沙鹀最多可活8~9年。有紀錄最長壽的是隻10歲大的雄性個體，當時他在南卡羅來納州的綁紮作業中重新捕獲並重新釋放。

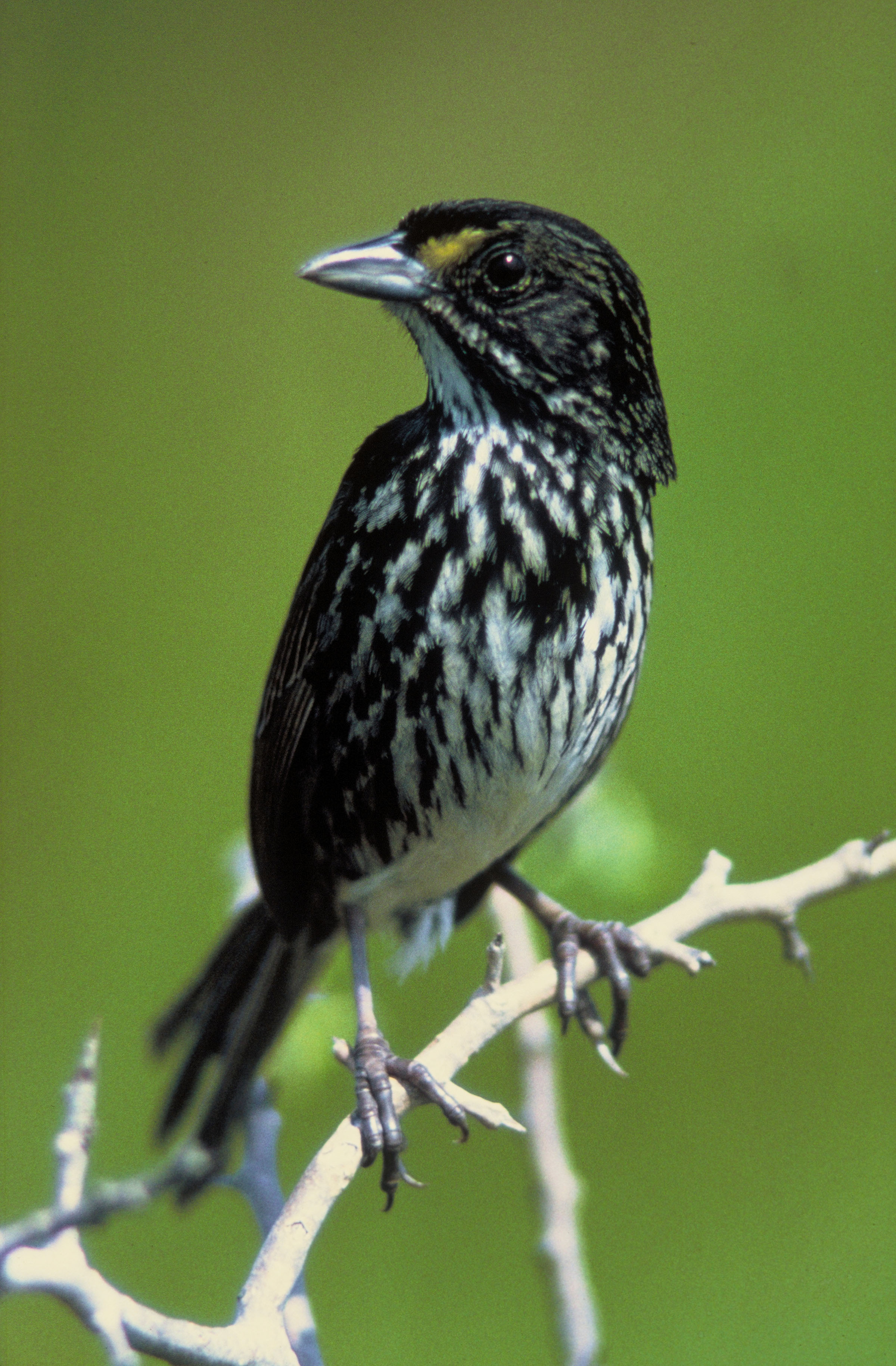
近期滅絕的亞種暗色海濱沙鵐 (A. m. nigrescens)

已知有數種亞種，其中暗色海濱沙鵐（Ammospiza maritima nigrescens）於近期滅絕、黑貂角海滨沙鹀（Ammospiza maritima mirabilis）則瀕危。在有限區域分布但未確認是否有效亞種的斯氏海滨沙鹀（Ammospiza maritima peninsulae），有些亞種曾是獨立物種。
它們的叫聲是刺耳的嗡嗡聲，跟紅翅黑鸝（Agelaius phoeniceus）相似。

## 亞種
目前已確認有八個亞種:
- Ammodramus maritimus fisheri (Chapman, 1899)
- Ammodramus maritimus macgillivraii (Audubon, 1834)
- Ammodramus maritimus maritimus (A. Wilson, 1811) – 指名亞種，分布於紐約州
- 黑貂角海濱沙鵐，Ammodramus maritimus mirabilis (A. H. Howell, 1919)
- 暗色海濱沙鵐，Ammodramus maritimus nigrescens (Ridgway, 1874) †
- Ammodramus maritimus pelonotus (Oberholser, 1931)
- 斯氏海滨沙鹀，Ammodramus maritimus peninsulae (J. A. Allen, 1888)
- Ammodramus maritimus sennetti (J. A. Allen, 1888)

## 外部連結
- 互聯網鳥類收藏上有关Seaside sparrow的錄像、照片和音頻
- Stamps （页面存档备份，存于） bird-stamps.org的分布地圖
- VIREO上海滨沙鹀的圖片
- Dusky seaside sparrow bird sound，佛羅里達自然歷史博物館
- Cape Sable seaside sparrow bird sound，佛羅里達自然歷史博物館
- "Ecological and Genetic Diversity in the Seaside Sparrow" (pdf, 0.95 Mb)